# Trial rowerowy

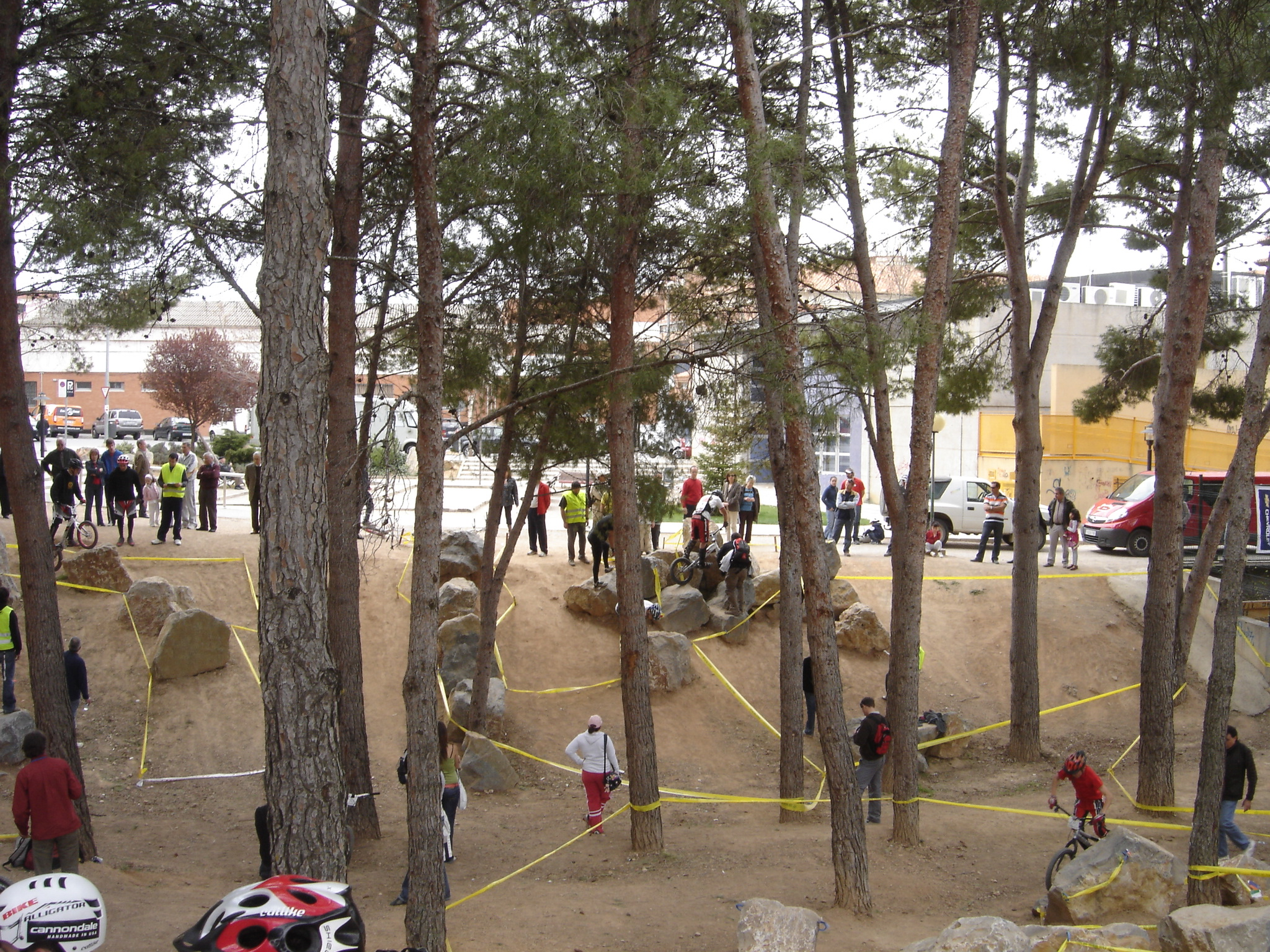
Zawody trialu rowerowego

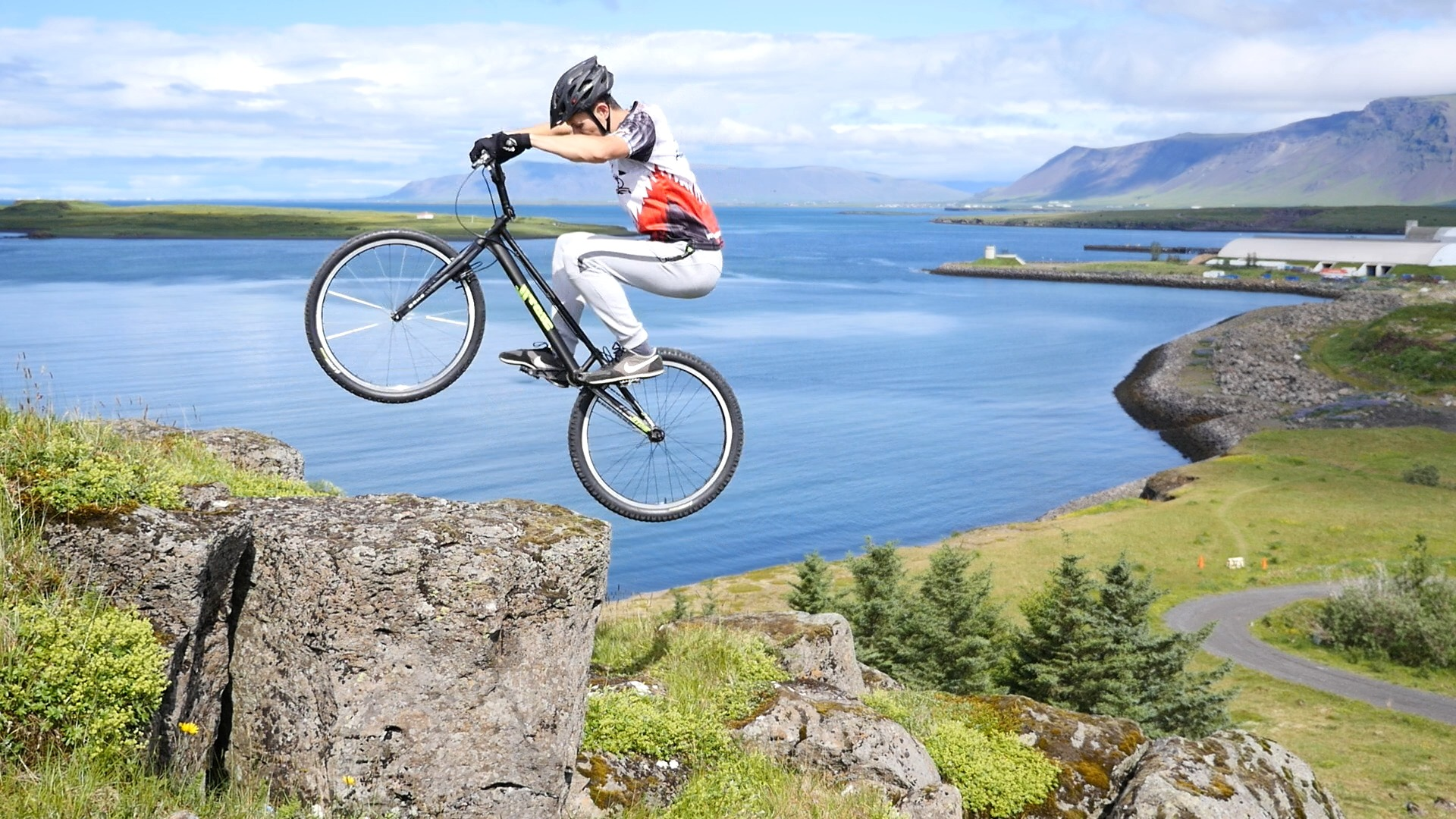
Zawodnik podczas treningu

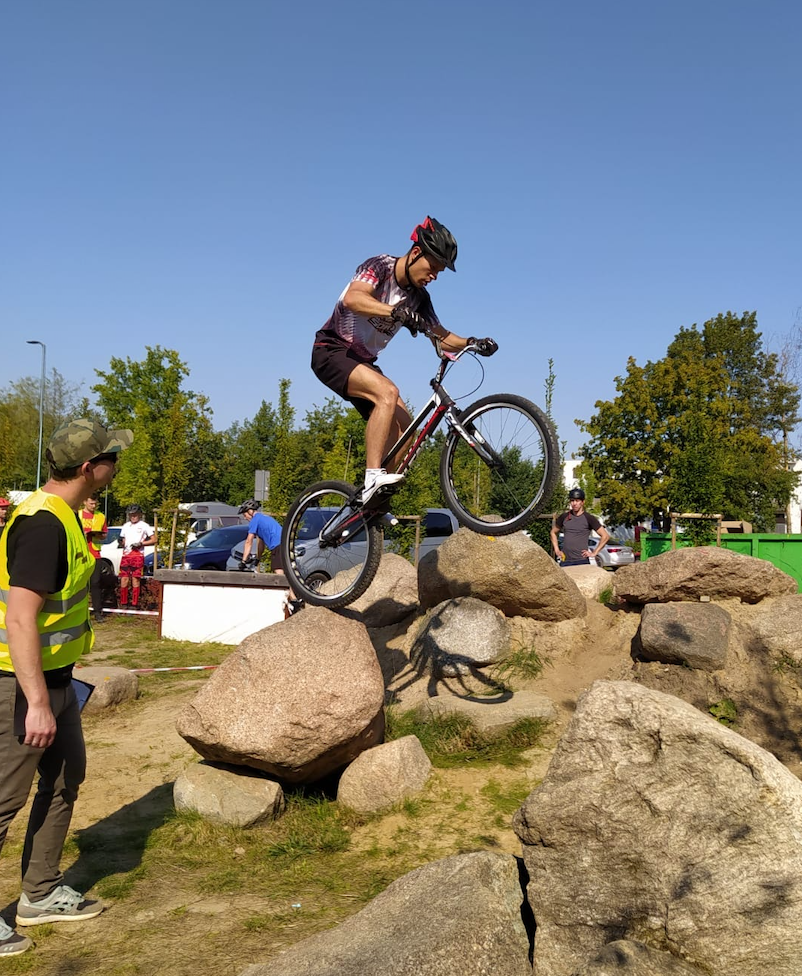
Zawodnik podczas przejazdu

Trial rowerowy – konkurencja sportowa uchodząca za najbardziej widowiskową ze wszystkich konkurencji kolarskich, w której najważniejsza jest pełna kontrola nad rowerem oraz równowaga.
Zawody trialu rowerowego polegają na pokonaniu trasy, na której ustawione są „odcinki”. Odcinki są torami przeszkód o długości około 60 metrów i szerokości minimum metra. Zawodnicy mają za zadanie przejechać dany „odcinek”, nie przekraczając zadanego czasu. Odcinek składa się szeregu numerowanych bramek oznaczonych naklejkami, przez które zawodnik musi przejechać w odpowiedniej kolejności. Podczas przejazdu kontakt z podłożem i przeszkodami, w zależności od federacji która organizuje zawody, mogą mieć jedynie opony, korba, pedały i osłona łańcucha. W przypadku podparcia się nogą lub inną częścią roweru naliczane są punkty karne. Zawody wygrywa zawodnik, który po pokonaniu całej trasy będzie miał na swoim koncie najmniejszą liczbę punktów karnych. W przypadku takiej samej liczby punktów karnych wygrywa ten zawodnik, który posiada większą liczbę przejazdów czystych (bez punktów karnych) lub niżej punktowanych niż jego rywal.
Zawody w trialu rowerowym organizowane są przez dwie federacje, UCI oraz BIU. W większości zawodów istnieje podział na płeć, wiek oraz rozmiar kół w rowerze.
W trialu rowerowym rozróżnia się dwa podstawowe style jazdy:
- Trial miejski (tzw. urban) – czyli jazda po przeszkodach sztucznych, najczęściej w postaci schodów, murków, koszy na śmieci, ławek, poręczy i innych elementów infrastuktury miejskiej
- Trial naturalny (tzw. natural) – czyli jazda po przeszkodach naturalnych takich jak kamienie, kłody drzew, strome zbocza oraz inne naturalnego pochodzenia

Obiekty sportowe służące uprawianiu trialu rowerowego to tzw. trial parki, które znajdują się zarówno na dworze, jak i wewnątrz specjalnie przystosowanych do tego celu pomieszczeń. Na terenie takiego obiektu znajdują się przeszkody sztuczne oraz naturalne o różnym poziomie trudności. Najczęściej używanymi przeszkodami do budowy przeszkód trialowych są drewniane palety, podkłady kolejowe, szpule oraz opony, ale także głazy i pnie drzew. Tego typu obiekty ze względu na dużą różnorodność stanowią dobre miejsce do rozwijania umiejętności. Często wybieranym terenem do jazdy jest tzw. natural gdzie dominują rumowiska skalne. Skomplikowany kształt kamieni oraz ich rozmieszczenie stanowią dodatkowe wyzwanie dla sportowców uprawiających trial i przyczyniają się do poprawy równowagi i panowania nad rowerem. Sportowcy niemający dostępu do dedykowanych obiektów oraz przeszkód naturalnych często decydują się na uprawianie trialu po nieprzystosowanej do tego infrastrukturze miejskiej. Urban trial coraz częściej uprawiany jest na rowerach street-trialowych, które konstrukcyjnie różnią się od rowerów do trialu natomiast umożliwiają wykonywanie wszystkich podstawowych ewolucji zaliczanych do trialu rowerowego.
Dodatkowo, w wielu miastach na różnorodnych imprezach miejskich organizowane są pokazy trialu rowerowego. Podczas tych wydarzeń zawodnicy demonstrują swoje umiejętności, co stanowi atrakcję dla zgromadzonej publiczności. Takie Show Rowerowe pozwalają widzom podziwiać technikę jazdy oraz precyzję, z jaką sportowcy prezentują swoje umiejętności.